# Craster
Craster è un paese della contea del Northumberland, in Inghilterra.